# Philipp Hübl

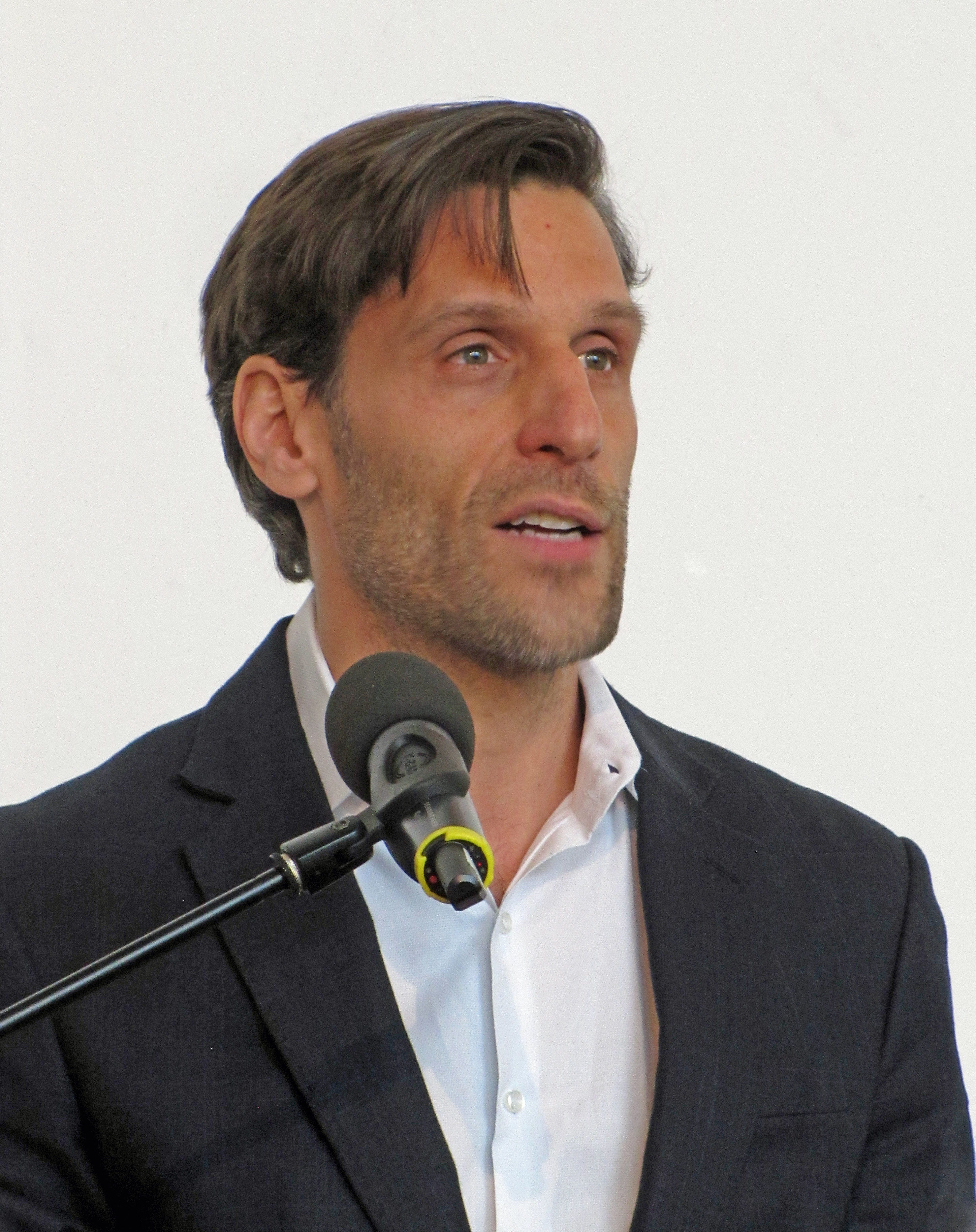
Philipp Hübl (2017)

Philipp Hübl (* 21. November 1975 in Hannover) ist ein deutscher Philosoph und Publizist.

## Leben
Hübl studierte Philosophie und Sprachwissenschaft in Berlin, Berkeley, New York und Oxford. Zwischen 2006 und 2009 war er Mitglied in einer von der Volkswagenstiftung geförderten Forschungsgruppe namens „The Body-Project: interdisciplinary investigations on bodily experiences“. Er wurde 2010 von Geert Keil, Dominik Perler und Thomas Goschke an der Humboldt-Universität zu Berlin für seine Dissertation Action and Consciousness promoviert. Hübl war wissenschaftlicher Mitarbeiter für Philosophie an der RWTH Aachen und an der Humboldt-Universität zu Berlin. Er war von 2012 bis 2018 Junior-Professor für Theoretische Philosophie an der Universität Stuttgart und hat dort mit Arbeiten zum Unbewussten und zu Aufmerksamkeit die Venia Legendi für das Fach Philosophie erhalten. Hübl hat zur Philosophie des Geistes, zu Handlungstheorie, Sprachphilosophie, Metaphysik und Wissenschaftstheorie geforscht. Von 2017 bis 2019 schrieb er die Kolumne „Hübls Aufklärung“ im Philosophie Magazin. Im Sommer 2020 war er Research Fellow am Weizenbaum-Institut Berlin. Von 2021 bis 2023 war er Gastprofessor für Philosophie und Kulturwissenschaft und Akademischer Leiter des Studium Generale an der Universität der Künste Berlin. Im Jahr 2022 war er Mitgründer des PEN Berlin und dort bis 2025 Mitglied.
Hübl ist mit der Politologin und Journalistin Juliane Marie Schreiber verheiratet und lebt in Berlin. Er ist Sohn des Wirtschaftswissenschaftlers Lothar Hübl (* 1941) und hat zwei Brüder, einer davon ist Johannes Huebl.

## Lehre
Im Jahr 2012 erschien sein erstes Buch Folge dem weißen Kaninchen. Darin führt er in die moderne Philosophie ein und gibt klare Antworten auf grundlegende Fragen des Lebens wie: Kann man ohne Gefühle leben? Was ist Bewusstsein? Hat der Tod einen Sinn? Das Buch war über ein Jahr auf der Spiegel-Bestsellerliste, wurde in mehrere Sprachen übersetzt und mit dem Mindelheimer Philosophiepreis ausgezeichnet.
Im Jahr 2015 erschien sein Buch Der Untergrund des Denkens: Eine Philosophie des Unbewussten bei Rowohlt. Darin legt Hübl eine grundlegende philosophische Analyse unbewusster Vorgänge vor. Er hält die These von der Macht des Unbewussten für einen Mythos und argumentiert dafür, dass Vernunft und kontrollierte Aufmerksamkeit uns vor Manipulation schützen.
In seinem 2018 erschienenen Essay Bullshit-Resistenz, der in der Reihe Tugenden für das 21. Jahrhundert veröffentlicht wurde, betont Hübl die Pflicht zum kritischen Denken, um Wahrheit von Unwahrheiten zu unterscheiden und so den allgegenwärtigen Verschwörungstheorien und Fake News etwas entgegenzusetzen. Auch warnt er vor Stammesdenken, also dem blinden Folgen aller Positionen der jeweiligen eigenen politischen Verortung. Im Jahr 2024 erschien das Buch in einer aktualisierten Neuauflage als Penguin Taschenbuch.
Im Frühjahr 2019 erschien Hübls Buch Die aufgeregte Gesellschaft: Wie Emotionen unsere Moral prägen und die Polarisierung verstärken. Darin vertritt Hübl die These, dass Menschen eine moralische Identität haben, und setzt sich mit der Frage auseinander, wie Persönlichkeitsmerkmale und emotionale Neigungen Einfluss auf moralische Einstellungen und somit auch politische Präferenzen haben. Er bezieht sich auf Positionen der Moralpsychologie, der Soziologie, der Politikwissenschaft, der evolutionären Anthropologie und der Philosophie, um die Polarisierung in der Gesellschaft und den Rechtsruck in der Politik zu erklären. Das Buch erschien 2019 auch in einer Sonderausgabe der Bundeszentrale für politische Bildung.
Im Jahr 2024 erschien Moralspektakel. Wie die richtige Haltung zum Statussymbol wurde und warum das die Welt nicht besser macht. Darin vertritt Hübl eine Statustheorie der Moral, die erklärt, warum Menschen im Alltag so selten einer universellen Ethik folgen, sondern moralische Urteile und Begriffe als Signale der Gruppenzugehörigkeit und Waffen im Konkurrenzkampf einsetzen oder um so moralisches Prestige und moralische Kapital anzuhäufen. Das führe u. a. zu Populismus, Symbolpolitik, verzerrter Forschung und wirkungslosen Maßnahmen gegen Diskriminierung.
Das Buch wurde im selben Jahr mit dem Tractatus-Preis für philosophische Essayistik und dem Madsack Award für freie und verantwortungsvolle Publizistik ausgezeichnet.

## Positionen

### Fake News
Bei den Römerberggesprächen 2017 in Frankfurt vertrat Hübl die These, dass nicht das gegenwärtige Zeitalter postfaktisch sei, sondern vielmehr der Denkstil einer bestimmten sozialen Gruppe, die vor allem im rechtsradikalen Lager anzufinden sei. Die Produktion von Fake News und der Vorwurf der Lügenpresse seien „zwei Seiten derselben Medaille“, denn beide Manöver seien „von dem Wunsch gesteuert, dass die Welt zur eigenen normativen Auffassung passen möge. Wenn das nicht der Fall ist, hat man zwei Möglichkeiten, um eine kognitive Dissonanz, also eine innere Spannung zu vermeiden: die eigenen Auffassungen revidieren oder die Welt umdeuten.“ Gerade Menschen mit einem „intuitiven Denkstil“ würden eher die zweite Option wählen.

### Rechtsruck
Hübl sieht im rechtsradikalen Denkstil eine Extremform des konservativen bzw. traditionalistischen Denkstils, bei dem Autorität, Loyalität und Ekel eine Rolle spielen. „Dort verwandeln sich Loyalität und Tribalismus in eine Treue zu ‚Blut und Boden’ und damit zur Fremdenfeindlichkeit. Der Wunsch nach Autorität und Struktur schlägt um in eine Sehnsucht nach dem autokratischen Anführer, der richtig aufräumt – zur Not auf Kosten der Demokratie. Die Präferenz für Reinheit ist zur Abscheu gesteigert: Homosexualität gilt als ‚widerlich’, ebenso unklare Geschlechterrollen oder ‚linksgrünversifftes’ Gedankengut. Die ‚Wutbürger’ sind also tatsächlich ‚Ekelbürger’.“ Die Ekel-Disposition mache Menschen „zu Traditionalisten. So scheuen sie ganz allgemein vor Neuem zurück; sie reagieren selten positiv auf überraschende Stimuli, wollen lieber Ordnung und Vertrautheit im Leben. Bei Progressiven hingegen ist die Neigung zum zwischenmenschlichen Ekel deutlich schwächer ausgeprägt: Sie schätzen zudem Individualität, Kreativität und neue Eindrücke.“

### Gott und Religion
Hübl ist Atheist. In seinem Buch „Folge dem weißen Kaninchen“ sagt er auf Seite 79: „Und so wurde ich Atheist“ und kritisiert Agnostiker: „Agnostiker und Skeptiker sind Atheisten, denen der Mut fehlt, konsequent zu sein.“ Er argumentiert gegen die Sichtweise, die „westlichen Werte“ würden aus dem Christentum entspringen. „Unsere Vorstellungen von Demokratie, Meinungsfreiheit oder der Gleichstellung von Mann und Frau stammen nicht aus der Bibel, sondern aus dem Humanismus, der Aufklärung und aus späteren Freiheitsbewegungen. Demokratie und Gleichberechtigung sind den meisten Religionen fremd.“

### Hass und Gewalt im Netz
Hübl zufolge befinden sich die Deutschen nicht in einer „moralischen Orientierungslosigkeit“, vielmehr ist „Die Kriminalitätsrate vor allem von Kapitalstraftaten ... nach dem Zweiten Weltkrieg bis heute kontinuierlich gesunken“, wenn auch nicht linear. Allerdings habe sich die Sichtbarkeit von Unzufriedenheit und Hass durch die sozialen Netze erhöht. Hübl hält die Tatsache, „dass wir die beispiellose Erfolgsgeschichte der letzten 70 Jahre als Niedergang erzählen“, für das „große Moralparadox unserer Zeit“ (Moralspektakel, S. 37 f.). Als Gründe nennt er selektiven Medienkonsum, Negativverzerrung, steigende Ansprüche (siehe Tocqueville-Paradox), Begriffserweiterung (siehe concept creep), eine erhöhte Begriffsfrequenz und kommunikative Vereindeutigung aus Gründen moralischer Selbstdarstellung.

### Moralisches Kapital
Hübl vertritt die These, dass man analog zu Pierre Bourdieus sozialem Kapital und Catherine Hakims erotisches Kapital auch moralisches Prestige als Kapitalform ansehen kann: „Manchmal machen Morallabel Produkte und Unternehmen begehrter und wertvoller, manchmal zeigen Unternehmen mit solchen Signalen, wie progressiv und erfolgreich sie sind. Während Moral in der Außendarstellung von Unternehmen, Universitäten und anderen Institutionen vor wenigen Jahrzehnten keine zentrale Rolle spielte und allenfalls dann zum Thema wurde, wenn etwa Konzerne für drastische Menschenrechtsverletzungen oder Umweltkatastrophen verantwortlich waren, ist durch die Digitalisierung und die sozialen Medien eine neue Aufmerksamkeitsökonomie entstanden, in der Moral einen Geldwert erhalten hat. Das moralische Kapital von Personen, Unternehmen und Institutionen hängt, wie der Börsenkurs, von Fremdeinschätzungen und Zukunftserwartungen ab, und Fehltritte können zu sinkenden Kursen führen.“ (Moralspektakel, S. 138)

### Engagement
Als Mitglied im Think Tank 30 des Club of Rome schlug Hübl mit Andreas Barthelmess eine Neugliederung des Bundesgebiets vor, die nur noch sechs Bundesländer vorsieht. Mit Mitgliedern des Think Tank 30 hat er einen offenen Brief an den damaligen iranischen Präsidenten Mahmud Ahmadineschad geschrieben, in dem sie ihn zu einem Dialog mit dem Westen auffordern. Hübl setzt sich für die vollständige Gleichstellung der Gleichgeschlechtliche Ehe ein. Im 3sat-Magazin Kulturzeit erörterte Hübl Ende März 2020 in der Reihe Philosophisches Corona-Tagebuch philosophische Fragen anlässlich der COVID-19-Pandemie.

## Publikationen

### Bücher
- Folge dem weißen Kaninchen ... in die Welt der Philosophie, 2012, Reinbek: Rowohlt, ISBN 978-3-499-62479-7
- Der Untergrund des Denkens. Eine Philosophie des Unbewussten, 2015, Reinbek: Rowohlt, ISBN 978-3-498-02811-4
- Bullshit-Resistenz. Tugenden für das 21. Jahrhundert, 2018, Berlin: Nicolai Publishing & Intelligence GmbH, ISBN 978-3-96476-009-8
- Die aufgeregte Gesellschaft: Wie Emotionen unsere Moral prägen und die Polarisierung verstärken, 2019, München: C. Bertelsmann Verlag, ISBN 978-3-570-10362-3
- Moralspektakel. Wie die richtige Haltung zum Statussymbol wurde und warum das die Welt nicht besser macht. Siedler, München 2024, ISBN 978-3-8275-0156-1.

### Fachaufsätze
- In Defence of Causalism in Action in Context, Walter de Gruyter (Verlag), Berlin/New York 2007, ISBN 978-3-11-018893-6.
- Events over Facts. Why Metaphysics Matters for Law in Responsibility. Critical Essays, Walter de Gruyter (Verlag), Berlin/New York 2013, ISBN 978-3-11-030212-7.
- The Power of Political Emotions – On Political Camp Formation and the New Right-Wing Populism in What is Different? Jahresring 64., Sternberg Press, Berlin 2018, ISBN 978-3-95679-373-8.
- Wege aus der Verwirrung in Und woran zweifelst du? Leitfaden für das postfaktische Zeitalter. Reclam-Verlag, Ditzingen 2019, ISBN 978-3-15-020494-8.
- How Conspiracy Theories Get the Scientific Method Wrong in Elephant in the Lab. Alexander von Humboldt Institut für Internet und Gesellschaft, Berlin 2020.
- Kunst als moralisches Statussymbol in Kunst und Moral. Eine Debatte über die Grenzen des Erlaubten. Walter de Gruyter (Verlag), Berlin/New York 2022, ISBN 978-3-11-073676-2.
- The Culture of Openness: How Creativity Fosters Moral Progress in Changing Time, Shaping World. Change Makers in Arts and Education. Transcript Verlag, Bielefeld 2022, ISBN 978-3-8376-6135-4.
- Weite Begriffe und blinde Flecken in der Diskriminierungsforschung. Zeitschrift für die Grundlagen des Rechts (RPhZ), Halle 2024.

### Journalistische Artikel und Interviews (Auswahl)
- Philosophical Bodybuilding in El País vom 16. Dezember 2011
- Zu viel Aufmerksamkeit macht blind! in Philosophie Magazin 2/2014
- Interview über Verzicht. Süddeutsche Zeitung, 17. Februar 2015, abgerufen am 19. August 2020.
- Ich denke, also fahr ich in Die Zeit vom 16. Januar 2016
- Der Blick nach innen ist eine trügerische Sache in Frankfurter Allgemeine Zeitung vom 7. Juni 2016
- Interview über Fake News und Hass im Netz im ZDF-Morgenmagazin vom 23. Dezember 2016
- Menschliche Existenz: Wann ist man tot? Deutschlandfunk Kultur vom 27. November 2016
- Wege aus der Verwirrung über Fake News, Wahrheitsleugner und Verschwörungstheorien im Philosophie Magazin 3/2017
- Was Progressive und Konservative unterscheidet, sind ihre Gefühle in Neue Zürcher Zeitung vom 29. Mai 2017
- Kultur beginnt bei den Einzellern in Frankfurter Allgemeine Zeitung vom 1. November 2017
- Datenskandal: Nicht Facebook hat Trump zum Präsidenten gemacht in Zeit Online vom 29. März 2018
- Steht die Gleichberechtigung in den Sternen? in Neue Zürcher Zeitung vom 31. März 2018
- Wir müssen lernen, all die Unsicherheit zu ertragen in Übermedien Berlin vom 28. Mai 2020
- „Satire ist eine Art Peer Review für unsere Moral“ in Deutschlandfunk Kultur vom 9. August 2020
- Wo das Rettende wächst in Philosophie Magazin vom 1. Dezember 2020
- Fadenscheiniger Identitätskapitalismus in Deutschlandfunk Kultur vom 6. Juni 2021
- Der Zwang der Normalität in Der Standard vom 13. März 2021
- Wie der Zufall unsere Entscheidungen beeinflusst in FAZ vom 21. März 2021
- Wahlentscheidung und Wissensillusion - Das fatale Bauchgefühl in Deutschlandfunk Kultur vom 5. September 2021
- Moralische Reinheit und Kontaktschuld: Die bloße Nähe zum Bösen wird bestraft in Berliner Zeitung vom 18. Dezember 2021
- „Struktureller Rassismus“ - Ein irreführender Begriff in Deutschlandfunk Kultur vom 27. März 2022
- Soziale Sanktionen - Nichts als Symbolpolitik? in Deutschlandfunk Kultur vom 27. März 2022
- Twitter hat nen Haken in Deutschlandfunk Kultur vom 6. November 2022
- Der Begriff „Freiheit“ - Wörter sollten keine Sündenböcke sein in Die Tageszeitung vom 9. Januar 2023
- Die Wahrheit über Wahrheit in polis Magazin vom 6. Juli 2023
- Wie die Moral zum Statussymbol wurde in Zeit Wissen Wissensmagazin Podcast vom 1. Oktober 2024

### Videos
- 2015: Die Gretchenfrage. Zwei Philosophen streiten über Gott – Sternstunde Philosophie mit Hübl und Tetens auf YouTube in Sternstunde Philosophie des SRF
- 2018: Philipp Hübl: Macht und Magie der Sprache auf YouTube in Sternstunde Philosophie des SRF
- 2018: Philosoph Philipp Hübl auf YouTube bei Jung & Naiv: Folge 348
- 2019: Philosoph Philipp Hübl über Moral & Game of Thrones auf YouTube bei Jung & Naiv: Folge 409
- 2020: Philosoph Philipp Hübl auf YouTube über Männlichkeit, Gewalt und Feminismus im SRF
- 2023: Philosoph Philipp Hübl auf YouTube Vorlesung "Bullshit-Resistenz: Einführung ins kritische Denken an der Universität der Künste Berlin
- 2023: Philosoph Philipp Hübl auf YouTube in Gott beweisen: Atheist vs. Theologe vs. Astrophysikerin in Sternstunde Religion SRF Kultur
- 2024: Philipp Hübl, dient Moral nur dem eigenen Image? auf YouTube in Sternstunde Philosophie des SRF
- 2024: Philosoph Philipp Hübl auf YouTube in Philosophisches Forum: Die aufgeregte Gesellschaft – Wo bleibt die Vernunft im ORF
- 2024: Philosoph Philipp Hübl auf YouTube Vortrag «Bullshit-Resistance: A Guide to Critical Thinking»
- 2025: Philosoph Philipp Hübl auf YouTube Vortrag “Moralisches Kapital” am Institut für Schweizer Wirtschaftspolitik (IWP) in Luzern
- 2025: Philosoph Philipp Hübl auf YouTube über Moral, Selbstüberschätzung, Narzissmus und Empörung bei Hotel Matze